# John H. Van Vliet Jr.
John Huff Van Vliet Jr. (ur. 9 listopada 1914 w Teksasie, zm. 2 lutego 2000 w Atlancie) – amerykański pułkownik Armii Stanów Zjednoczonych, autor tzw. „Raportu van Vlieta” (ang. Van Vliet Report) z 1945 (zaginionego i odtworzonego w 1950) dotyczącego zbrodni katyńskiej z 1940.

## Życiorys
Jego dziadek, Stewart Van Vliet, był mianowany generałem Unii podczas domowej wojny secesyjnej z lat 1861–1865. Jego rodzicami byli John H. Van Vliet (zm. 1967), oficer Armii Stanów Zjednoczonych i Sara (Sally) Elizabeth Hubbard. W 1937 ukończył akademię wojskową West Point i został oficerem zawodowym Armii Stanów Zjednoczonych w randze porucznika JG piechoty. Przez trzy lata służył w 12 i 27 pułku piechoty. 12 czerwca 1940 został mianowany do stopnia porucznika. Podczas II wojny światowej od września do grudnia 1941 działał jako obserwator wojskowy w Wielkiej Brytanii. Brał udział w inwazji na Afrykę Północną w Algierii. Następnie w randze podpułkownika piechoty został przeniesiony do Tunezji, gdzie został dowódcą III batalionu 168 Pułku Piechoty. 17 lutego 1943 ppłk van Vliet dostał się do niewoli niemieckiej w Tunezji w trakcie walk z niemieckim Afrika Korps jako dowódca III Batalionu 168 Pułku Piechoty. Został przetransportowany przez Niemców samolotem do Włoch, a po dwóch tygodniach kwarantanny przewieziony wraz z innymi jeńcami do Oflagu IX A/Z w Rotenburg an der Fulda (przeznaczonego dla jeńców brytyjskich).
Po tym, jak Niemcy odkryli w Katyniu groby pomordowanych polskich oficerów z 1940, władze oflagu wskazały dwóch najstarszych rangą oficerów, amerykańskiego i brytyjskiego, do przeprowadzenia wizji lokalnej. Przedstawicielem Amerykanów został ppłk Van Vliet. Po powrocie z Katynia był przetrzymywany przejściowo w więzieniu w Berlinie, następnie od czerwca 1943 w Oflagu 64 (Altburgund) w Szubinie koło Bydgoszczy na terenach polskich (stamtąd próbował kilkakrotnie ucieczek), a na przełomie 1944/1945 po ewakuacji obozu znalazł się w Oflagu III A Luckenwalde pod Berlinem. 5 maja 1945 ppłk van Vliet po uzyskaniu zgody od najstarszego stopniem oficera wydostał się z niemieckiego obozu jenieckiego i przeszedł przez linię frontu do miejsca postoju amerykańskiej 104 Dywizji Piechoty, która utrzymywała front na rzece Duben nieopodal miasta Moulda. Miał przy sobie zdjęcia grobów w Katyniu, wykonane w 1943 (przekazali mu je Niemcy i oznaczyli w sposób uniemożliwiający odebranie ich przez innych funkcjonariuszy III Rzeszy tak, aby podpułkownik ich nie stracił zachowując jako dowód), i poprosił, by umożliwiono mu kontakt z Pentagonem. Następnie trafił do Głównej Kwatery VII Korpusu w Lipsku, po czym do Kwatery Głównej gen. Dwighta Eisenhowera w Reims, dalej samolotem do Paryża, do Waszyngtonu. Tam w Pentagonie, złożył obszerny pisemny raport, datowany na 22 maja 1945, wraz z fotografiami gen. Claytonowi Bissellowi, zastępcy szefa wywiadu Wydziału Wojny G-2 (wywiad Sztabu Generalnego), pomocnik szefa sztabu generalnego ds. rozpoznania (Assistant Chief of Staff, G-2 (Intelligence), War Department General Staff). W raporcie tym stwierdził, że odpowiedzialność za zbrodnię katyńską ponosi ZSRR. Bissel nakazał van Vlietowi milczenie i utajnił raport, nadając mu klauzulę "Top Secret" ("ściśle tajne"). W późniejszym czasie raport został utrzymany w tajemnicy, po czym zaginął. W 1952 Bissel wyjaśniał przed Komisją Katyńską Kongresu USA, że utajnił raport van Vieta, by nie wywoływać napięć w stosunkach amerykańsko-radzieckich (dosł. widziałem w nim wielkie potencjalne źródło kłopotliwej sytuacji), ponieważ Stany Zjednoczone liczyły na udział ZSSR w wojnie z Japonią (Polska nie mogła wziąć udziału w wojnie przeciw Japonii, a Rosja mogła). Ponadto generał wskazał na fakt, że w ówczesnym czasie była negocjowana treść Karty Narodów Zjednoczonych, zaś według niego ujawnienie raportu i obciążenie nim ZSRR utrudniłoby uzyskanie konsensusu w tej sprawie. Po złożeniu raportu Van Vliet otrzymał 45-dniowy urlop na podreperowanie zdrowia po przejściach wojennych.

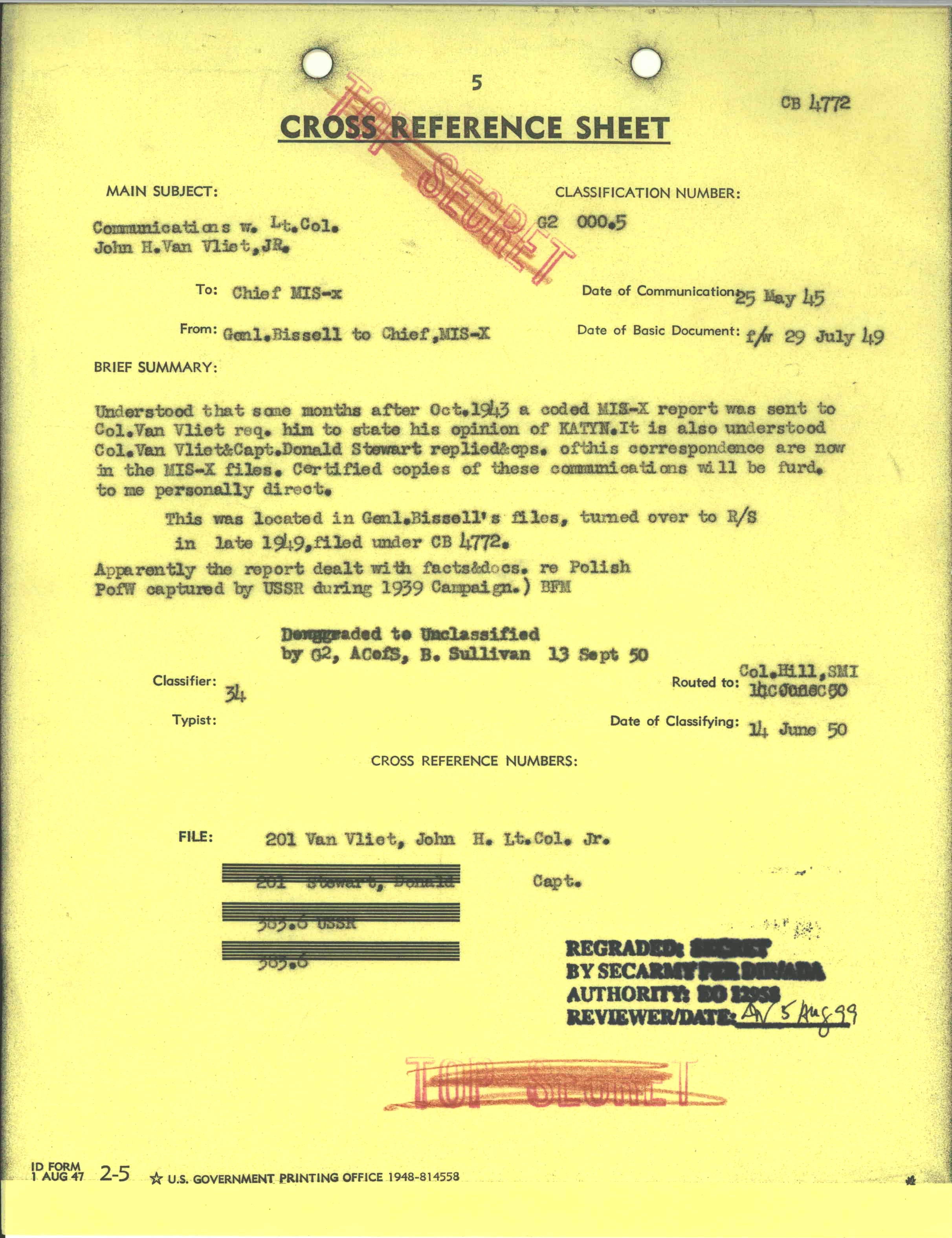
Korespondencja z 1950 w sprawie ppłka Van Vlieta i gen. Bissela dotycząca zbrodni katyńskiej

W kwietniu 1950 ppłk van Vliet skierował list do Pentagonu, prosząc o informację, gdzie znajduje się jego raport z 1945, po czym otrzymał odpowiedź, że odnalezienie dokumentu nie jest możliwe. Poproszono go natomiast, by napisał nowy, drugi raport. Raport został odtworzony przez van Vlieta 11 maja 1950, oznaczony tym razem jako "tajny" i przekazany Komisji Katyńskiej Kongresu USA. Podpułkownik wyraził w nim identyczne wnioski jak w pierwszym raporcie z 1945 wskazując Rosjan jako wykonawców zbrodni katyńskiej. W 1952 van Vliet zeznawał przed Komisją Kongresu jako świadek i ponownie potwierdził odpowiedzialność ZSRR za zbrodnię katyńską. Zniknięcie pierwszego raportu van Vlieta z archiwów Pentagonu wiązane jest przez niektórych autorów z działalnością Algera Hissa (1904–1996), radzieckiego szpiega zatrudnionego w amerykańskim Departamencie Stanu.
W 1951 amerykański pisarz i dziennikarz Julius Epstein opublikował w Stanach Zjednoczonych broszurę The Mysteries of the Van Vliet Report: A Case History, wydaną w Chicago przez Kongres Polonii Amerykańskiej i poświęconą zaginionemu raportowi.
W późniejszym okresie ppłk van Vliet uczestniczył w wojnie koreańskiej. W tym czasie na przełomie sierpnia/września 1950, w trakcie walk w rejonie Pusan, pełniąc funkcję zastępcy dowódcy pułku piechoty został wezwany z Korei do Tokio. Decyzja sztabu o odesłaniu z frontu została umotywowana ochroną jego osoby przed wzięciem do niewoli czy zabiciem podczas walk, wobec faktu, że wkrótce miał być opublikowany w prasie jego drugi raport w sprawie zbrodni katyńskiej. Wkrótce raport został odtajniony i ukazał się w prasie. Odsunięty od działań liniowych ppłk van Vliet pełnił w armii amerykańskiej funkcje logistyczne.
Został awansowany do stopnia pułkownika. Po przejściu w stan spoczynku mieszkał w Clearwater na Florydzie. Zmarł 2 lutego 2000 w Atlancie.
Postanowieniem Prezydenta RP Bronisława Komorowskiego z 26 marca 2015 John H. Van Vliet Jr. został odznaczony pośmiertnie Krzyżem Oficerskim Orderu Zasługi Rzeczypospolitej Polskiej za wybitne zasługi w ujawnianiu i upamiętnianiu prawdy o Zbrodni Katyńskiej.